# Alexandre Kha
Alexandre Kha, né le 30 novembre 1969 à Lannion, est un auteur de bande dessinée français.

## Biographie
Alexandre Kha publie ses premières histoires dessinées dans la revue Rhinocéros contre Éléphant des éditions Tanibis, puis ses premiers albums chez le même éditeur, dont Les mangeurs d'Absolu en 2007, qui inaugure une série de sketchbooks, ou livres à dessins légendés.
Entre 2009 et 2010, il publie plusieurs fanzines chez L'Atelier 15, un éditeur basé à Vincennes.
En 2009 sort L'Attrapeur d'images chez Tanibis. Cet album, de la même manière que le fanzine La Disparue, évoque de nombreuses sources cinématographiques et littéraires. Il s'ouvre sur une citation du court-métrage expérimental La Jetée de Chris Marker, qui introduit la thématique de la mémoire : « Ceci est l'histoire d'un homme marqué par une image d'enfance »,. Sa couverture est inspirée des romans de Jules Verne parus aux éditions Hetzel, et de nombreuses gravures sont extraites des Voyages extraordinaires de ce même auteur. Le personnage principal, un chat anthropomorphe nommé « Nemo Lowkat » en référence au Capitaine de Vingt mille lieues sous les mers, voyage à travers le monde afin d'en capter des images. Il arpente successivement 146 dessins de Kha et 23 collages d'illustrations de livres d'aventures et de jeunesse du XIXe siècle dans une atmosphère onirique et surréaliste.
En 2011, toujours chez Tanibis, est publié Les Monstres aux pieds d’argile. Cet album présente plusieurs histoires inspirées d'écrits de Kafka, Hoffmann ou Chamisso,. Intitulé Les Nuits rouges du théâtre d'épouvante, son album suivant suit une troupe de comédiens de théâtre d'horreur. Hommage au théâtre Grand-guignol, ce récit est également l'occasion pour l'auteur d'explorer la frontière ténue qui sépare imagination et réalité. 
Deux expositions concernant son œuvre se sont tenues à la bibliothèque municipale de Lyon : la première du 4 au 28 novembre 2008 à la bibliothèque du 1er arrondissement, entourée des dessins de trois autres auteurs des éditions Tanibis (Sylvie Fontaine, Ivan Brun et Jean-Michel Bertoyas) ; la deuxième du 16 au 27 octobre 2012 à la médiathèque du Bachut, dans le 8e arrondissement.
Illustrateur prolifique, il a mis en image le blog-feuilleton Les Chroniques d’Oneiros de l'écrivain Edouard k. Dive, parues depuis sur le site des Éditions de l'Abat-Jour. Une centaine de dessins tirés de ses nombreux croquis sont accessibles sur Flickr sous licence Creative Commons.
Il a également participé à de nombreuses revues, telles que Comix Club, Stripburger ou Topo.

## Œuvres

### Albums
- 2007 : Les Mangeurs d'Absolu, Tanibis
- 2007 : Souvenirs de poche, Tanibis
- 2009 : L'Attrapeur d'images, Tanibis
- 2011 : Gimmick l'enchanteur, Jarjille
- 2011 : Les Monstres aux pieds d'argile, Tanibis
- 2014 : Les Nuits rouges du théâtre d'épouvante, Tanibis
- 2016 : Le saké révélateur, Jarjille
- 2019 : Le Théorème funeste, Tanibis[12]

- 2019 : Le Sortilège de la femme automate, Tanibis[13]